# 筑波技術短期大学
筑波技術短期大学（つくばぎじゅつたんきだいがく、英語: Tsukuba College of Technology）は、茨城県つくば市天久保4-3-15に本部を置いていた日本の国立大学である。1990年に設置され、2010年に廃止された。大学の略称は技短（ぎたん）。

## 概要

### 大学全体
- 茨城県つくば市に所在した日本の国立短期大学で、設置主体は国立大学法人筑波技術短期大学[2]。
- 1987年に設置され、1990年に開学。1991年に学科増設により7学科[注 1]体制となる。
- 2004年度より国立大学法人となる。
- 2005年度の入学生を最後に[注釈 1]、短期大学としての使命を終える[4]。

### 建学の精神（校訓・理念・学是）
- 筑波技術短期大学の教育方針
  - 自ら社会に適応しようとする自主性および柔軟性の育成
  - 社会参加のための各種コミュニケーション能力の育成
  - 基礎学力の向上、専門基礎教育の充実および専門的技術の向上

### 教育および研究
- 在学生指導はもとより、両障害者を新たに受け入れる国内外の大学等への支援方法の普及に尽力していた。

### 学風および特色
- 筑波技術短期大学は、聴覚・視覚に障害を持つ人のための3年制国立短期大学である。そのため、国公私立含め日本で唯一健常者は入学できない短大となっていた。
- 聴覚部においては、大学間交流協定に基づく学生交流プログラムが行われていた。
- 視覚部においては、「はり師」「きゅう師」とともに「あん摩マッサージ指圧師」の資格を目指す鍼灸学科が設置されていたこと、また設置当初からコンピュータについて学ぶ情報学科を設けていたことに特色がある。

## 沿革

### 略歴
- 筑波技術短期大学は、世界初の視覚障害者を対象とした学科を設置した短大である。聴覚障害者を対象とした学科としても世界で3番目に当たる。2005年10月1日付でに4年制大学に昇格し筑波技術大学となる。同時に短期大学は筑波技術短期大学部と改称し学生募集を停止。その短期大学部も学生の卒業とともに消滅した。

### 年表
- 1986年
  - 9月 筑波技術短期大学の設置構想がはじまる[5]。
- 1987年
  - 10月1日 左記をもって筑波技術短期大学を設置[6]。
- 1990年
  - 4月1日 左記をもって筑波技術短期大学が以下の学科体制にて開学する[7]。
    - デザイン学科 入学定員10名
    - 機械工学科 入学定員10名
    - 建築工学科 入学定員10名
    - 電子情報学科
      - 電子工学専攻 入学定員10名
      - 情報工学専攻 入学定員10名

  - 5月1日 学生数[8]/定員
    - デザイン学科 10[注釈 2]/10
    - 機械工学科 10[注釈 3]/10
    - 建築工学科 10[注釈 2]/10
    - 電子情報学科 20[注釈 4]
- 1991年
  - 4月1日 以下、学生受け入れ開始。
    - 鍼灸学科 入学定員20名
    - 理学療法学科 入学定員10名
    - 情報処理学科 入学定員10名
- 1991年
  - 5月1日 学生数[9]/定員
    - 鍼灸学科 17[注 2]/20
    - 理学療法学科 10[注釈 2]/10
    - 情報処理学科 10[注釈 2]/10
- 1992年
  - 5月1日 学生数[注 3]/定員
    - デザイン学科 30[注 4]/30
    - 機械工学科 28[注釈 2]/30
    - 建築工学科 30[注 5]/30
    - 電子情報学科 60[注 6]/60
    - 鍼灸学科 37[注釈 5]/40
    - 理学療法学科 37[注釈 5]/40
    - 情報処理学科 16[注 7]/20
- 1999年
  - 5月1日 学生数[12]/定員
    - デザイン学科 31[注 8]/30
    - 機械工学科 38[注 9]/30
    - 建築工学科 33[注 10]/30
    - 電子情報学科 65[注 11]/60
    - 鍼灸学科 64[注 12]/60
    - 理学療法学科 38[注 13]/30
    - 情報処理学科 33[注 14]/30
- 2004年
  - 4月1日 国立大学法人となる[13]。
- 2005年
  - 4月1日 この年度をもって学生募集を終了[注釈 1]。
- 2010年
  - 3月31日 左記をもってをもって正式に廃止[4]。

## 基礎データ

### 所在地
- 天久保キャンパス（茨城県つくば市天久保4-3-15）
- 春日キャンパス（茨城県つくば市春日4-12-7）

### 象徴
- 筑波技術短期大学のカレッジマークは右記資料にあり[注 15]。

## 教育および研究

### 組織

#### 学科
聴覚部
- デザイン学科
- 機械工学科 入学定員10名[注釈 6]
- 建築工学科 入学定員10名[注釈 6]
- 電子情報学科
  - 電子工学専攻 入学定員10名[注釈 6]
  - 情報工学専攻 入学定員10名[注釈 6]

視覚部
- 鍼灸学科 入学定員20名[注釈 6]
- 理学療法学科 入学定員10名[注釈 6]
- 情報処理学科 入学定員10名[注釈 6]

#### 専攻科
- なし

#### 別科
- なし

#### 取得資格について
受験資格
- 鍼灸師、あん摩マッサージ指圧師：鍼灸学科
- 理学療法士：理学療法学科

#### 附属機関
- 障害者高等教育センター
- 附属診療所
- 情報処理通信センター：1996年設置。
- 図書館

### 研究
- 『筑波技術短期大学研究業績一覧 : 平成10年4月～平成13年3月』[17]ほか。

## 学生生活

### 部活動・クラブ活動・サークル活動
- キャンパス毎にそれぞれ独自のクラブ団体を有していた。
  - 天久保キャンパス：サッカー・テニス・バスケットボール・卓球・フットサル・バレーボール・バドミントンなどの団体組織があった。
  - 春日キャンパス：「盲人野球部」・「ブラインドサッカー」のように、視覚障害者に配慮された団体組織があった。

### 学園祭
- 学園祭は例年10月に行われていた。

## 大学関係者と組織

### 大学関係者一覧
歴代学長
- 三浦功：開学 -
- 大沼直紀：2003年4月1日 -

#### 出身者
- 小林深雪（1973年 - ）鍼灸学科 1995年3月卒業。長野パラリンピック バイアスロン金メダル。トリノパラリンピック バイアスロン（ロング）金メダル・（ショート）銀メダル。など視覚障害部門のバイアスロンで世界的トップアスリート。

## 施設

### キャンパス
- 聴覚部は天久保地区に、視覚部は春日地区にキャンパスがあった。

#### 天久保キャンパス
- 使用学科：デザイン学科・機械工学科・建築工学科・電子情報学科（電子工学専攻・情報工学専攻）
- 使用専攻科：なし
- 使用附属施設：教育方法開発センター
- 設備：管理棟・校舎棟・特殊実験棟・メディアセンター・大学会館・学生寄宿舎・体育館・プール・テニスコート・多目的グラウンドほか
- 当時、「筑波技術短大聴覚部」という名称のバス停留所があった[18]。

#### 春日キャンパス
- 使用学科：鍼灸学科、理学療法学科、情報処理学科
- 使用専攻科：なし
- 使用附属施設：附属診療所・図書館・教育開発センター
- 設備：校舎・大学会館・体育館・プール・学生寄宿舎・グラウンド・エネルギーセンター・盲導犬舎ほか

### 学生食堂
- 筑波技術短期大学の学生食堂（学食）は、天久保キャンパスでは学生会館内に、春日キャンパスでは大学会館内に設置されていた。

### 寮
- 筑波技術短期大学には、天久保・春日の各キャンパスに全学生数分の学生寄宿舎が設けられていた。

## 対外関係

### 他大学との協定

#### アメリカ
- ロチェスター工科大学
- 国立聾工科大学
- ニューヨーク州立大学バッファロー校

#### オーストリア
- ヨハネスケプラー大学

#### 大韓民国
- 韓国国立再活福祉大学

#### 中国
- 天津理工大学・聾工学院

#### ロシア
- モスクワ州立バウマン工科大学

#### フィリピン
- デラサラ大学セントベニルデ校

#### 日本
- 放送大学

### 関係校
- 筑波大学

## 社会との関わり
- 公開講座が行われていた。

## 卒業後の進路について

### 編入学･進学実績
聴覚部　
- デザイン学科：筑波大学科目履修生[19]
- 建築工学科：福井大学・三重大学・大分大学・日本大学ほか筑波大学科目履修生[19]。
- 電子情報学科
  - 電子工学専攻：千葉大学ほか[19]
  - 情報工学専攻：北海道教育大学ほか[19]

視覚部
- 鍼灸学科：筑波大学科目履修生で必要単位修得後、学位授与機構を経て学士の学位を取得して筑波大学大学院へ進学した人もみられる[20]。
- 情報処理学科：流通経済大学・東京情報大学・専修大学ほか[21]